# Just Like a Woman
"Just Like a Woman" is een nummer van de Amerikaanse singer-songwriter Bob Dylan. Het nummer verscheen op zijn album Blonde on Blonde uit 1966. Op 18 augustus van dat jaar werd het nummer uitgebracht als de vierde single van het album.

## Achtergrond
"Just Like a Woman" is geschreven door Dylan en geproduceerd door Bob Johnston. Dylan schreef het nummer op 25 november 1965 terwijl hij op tournee was in Kansas City. De eerste versie van het nummer bestond uit het volledige eerste couplet, een deel van het tweede couplet en een deel van het derde couplet, terwijl het refrein nergens te bekennen is. In volgende versies voegde Dylan steeds meer regels toe, zonder het refrein te schrijven. Pas op het laatste moment werd in de studio het refrein toegevoegd. Er is gesuggereerd dat het nummer gaat over de relatie tussen Dylan en Joan Baez; het zou met name over het begin van hun relatie gaan, toen Baez bekender was dan Dylan.
"Just Like a Woman" werd op 8 maart 1966 opgenomen. De instrumenten werden ingespeeld door gitaristen Charlie McCoy, Joe South en Wayne Moss, basgitarist Henry Strzelecki, pianist Hargus "Pig" Robbins, organist Al Kooper en drummer Kenny Buttrey. Robbie Robertson, indertijd de belangrijkste gitarist van Dylan, was aanwezig bij de opnamesessie, maar speelde niet mee op het nummer.
"Just Like a Woman" is een van de succesvolste nummers van Dylan en werd vaak opnieuw uitgebracht op compilatie- en livealbums. In een aantal landen bereikte de single tevens de hitlijsten. In de Amerikaanse Billboard Hot 100 kwam het tot plaats 33, terwijl het in Australië tot de achtste plaats kwam. In Nederland bereikte het de dertigste plaats in de Top 40, maar de Parool Top 20 werd niet gehaald. In Wallonië kwam het tot plaats 12 in de Ultratop 50. In het Verenigd Koninkrijk werd het nummer niet uitgebracht als single, maar een cover van Manfred Mann kwam hier wel tot de tiende plaats in de hitlijst. In 2010 zette het tijdschrift Rolling Stone het nummer op plaats 232 in hun lijst The 500 Greatest Songs of All Time.
Naast Manfred Mann is "Just Like a Woman" gecoverd door vele andere artiesten, waaronder Gregg Allman, Jeff Buckley, Gary Burton, The Byrds, Dixie Carter, Joe Cocker, Counting Crows, Roberta Flack, Bill Frisell, Charlotte Gainsbourg met Calexico, Richie Havens, The Hollies, Mick Jagger, Jonathan King, Van Morrison, Ricky Nelson, Stevie Nicks, Hazel O'Connor, Nina Simone, Rod Stewart en Radka Toneff.

## Hitnoteringen

### Nederlandse Top 40
| Hitnotering: 17-09-1966 t/m 01-10-1966 | Hitnotering: 17-09-1966 t/m 01-10-1966 | Hitnotering: 17-09-1966 t/m 01-10-1966 | Hitnotering: 17-09-1966 t/m 01-10-1966 | Hitnotering: 17-09-1966 t/m 01-10-1966 |
| Week                                   | 1                                      | 2                                      | 3                                      |                                        |
| -------------------------------------- | -------------------------------------- | -------------------------------------- | -------------------------------------- | -------------------------------------- |
| Positie                                | 35                                     | 30                                     | 36                                     | uit                                    |

### NPO Radio 2 Top 2000
| Nummer met noteringen in de NPO Radio 2 Top 2000 | '99 | '00 | '01 | '02 | '03 | '04 | '05 | '06 | '07 | '08 | '09 | '10 | '11 | '12  | '13  | '14  | '15  | '16  | '17  |
| ------------------------------------------------ | --- | --- | --- | --- | --- | --- | --- | --- | --- | --- | --- | --- | --- | ---- | ---- | ---- | ---- | ---- | ---- |
| Just Like a Woman                                | 760 | -   | 718 | 679 | 427 | 507 | 630 | 701 | 585 | 595 | 771 | 620 | 809 | 1136 | 1145 | 1361 | 1378 | 1628 | 1698 |

1. ↑  Een '-' betekent dat het nummer niet was genoteerd en een vetgedrukt getal geeft de hoogste notering aan.
2. ↑  Deze tabel is bijgewerkt tot en met de laatste editie (2024).